# Stefanos Ntouskos
Stefanos Ntouskos (ur. 29 marca 1997 w Janinie) – grecki wioślarz. Złoty medalista olimpijski z Tokio (2020).
Uczestniczył w Letnich Igrzyskach Olimpijskich w Rio de Janeiro w kategorii czwórka bez sternika wagi lekkiej, gdzie wraz z Spyridonem Giannarosem, Panajotisem Magdanisem oraz Ioannisem Petrou zajął 6. miejsce.
Wziął udział w Letnich Igrzyskach Olimpijskich w Tokio, gdzie w kategorii jedynka mężczyzn zajął 1. miejsce z czasem 6:40.45.